# Rebeka Masarova
Rebeka Masarova (Basilea, 6 agosto 1999) è una tennista svizzera.
Ha raggiunto il suo miglior ranking nel singolare, 62º l'11 dicembre 2023, e 125º nel doppio, il 2 ottobre 2023.

## Biografia
Nata in Svizzera da padre slovacco e madre spagnola, ha iniziato a giocare a tennis all'età di 5 anni ed è allenata dalla madre Maria Victoria Vieites. Ha difeso i colori svizzeri fino al gennaio 2018, successivamente ha scelto di giocare per la Spagna: a fronte di questa decisione la federazione svizzera di tennis ha deciso di intraprendere un percorso giuridico nei confronti della famiglia dell'atleta, al fine di ottenere un risarcimento dei soldi spesi per la formazione della giocatrice..
Tuttavia dal dicembre 2024 torna a difendere i colori rossocrociati..

## Carriera
Nel 2016 ha vinto il titolo del singolare femminile junior al Roland Garros, battendo in finale l'americana Amanda Anisimova con il punteggio di 7–5, 7–5. Nel mese di luglio partecipa per la prima volta ad un torneo WTA, il Ladies Championship Gstaad, dove, dopo aver ottenuto una wild card, raggiunge la semifinale, battendo la ex numero uno del mondo Jelena Janković al primo turno, l'estone Anett Kontaveit agli ottavi, la tedesca Annika Beck nei quarti e perdendo con la svizzera Viktorija Golubic, poi vincitrice del torneo, con il punteggio di 6–3, 6–2.
Nel gennaio 2017 raggiunge la finale nel singolare femminile junior all'Australian Open, sconfitta dall'ucraina Marta Kostjuk con il punteggio di 7–5, 1–6, 6–4. Dopo due finali ITF perse nello stesso anno, si aggiudica il primo titolo nel 2018, sulla terra rossa di Badenweiler.
Gioca per la prima volta le qualificazioni di un torneo del Grande Slam agli US Open 2021, e supera i tre turni, debuttando nel tabellone principale dove si aggiudica il primo turno contro la nr. 102 Ana Bogdan in un match durato 3 ore e 40 minuti, con lo score di 6(9)–7, 7–6(2), 7–6(9). Nel turno successivo è costretta ad arrendersi all'ex nr. 3 del mondo Elina Svitolina (6–2, 7–5). Nel 2022 disputa il primo torneo WTA 1000 a Guadalajara e accede al main-draw dopo aver superato le qualificazioni ma viene subito eliminata da Chloé Paquet. A livello Slam non supera le qualificazioni in nessuno dei quattro tornei.
Nel 2023 supera le qualificazioni del torneo WTA 250 di Auckland e raggiunge la finale, dopo aver battuto l'ex nr. 3 Sloane Stephens, Anna Blinkova, Karolína Muchová e Ysaline Bonaventure senza perdere alcun set. A fermarla nell'atto conclusivo è Coco Gauff che si aggiudica il titolo con un netto 6–1, 6–1. In seguito al risultato raggiunto Masarova entra per la prima volta nella top100 del ranking, alla posizione nr. 93. A fine 2023 cambia il chief-coach collaborando con Marcos Roy.

## Statistiche WTA

### Singolare

#### Sconfitte (1)
| Legenda              |
| -------------------- |
| Grande Slam (0)      |
| Argenti Olimpici (0) |
| WTA Finals (0)       |
| WTA Elite Trophy (0) |
| Dal 2021             |
| WTA 1000 (0)         |
| WTA 500 (0)          |
| WTA 250 (1)          |

| N. | Data           | Torneo                | Superficie | Avversaria in finale | Punteggio |
| 1. | 8 gennaio 2023 | ASB Classic, Auckland | Cemento    | Cori Gauff           | 1-6, 1-6  |

## Circuito WTA 125

### Singolare

#### Sconfitte (3)
| N. | Data          | Torneo                                       | Superficie  | Avversaria in finale | Punteggio     |
| 1. | 9 luglio 2022 | Swedish Open, Båstad                         | Terra rossa | Jang Su-jeong        | 6-3, 3-6, 1-6 |
| 2. | 7 aprile 2024 | Open Internacional Femení Solgironès, Bisbal | Terra rossa | María Carlé          | 6-3, 1-6, 2-6 |
| 3. | 3 maggio 2025 | Catalonia Open, Vic                          | Terra rossa | Dalma Gálfi          | 3-6, 0-6      |

### Doppio

#### Vittorie (1)
| N. | Data           | Torneo                                   | Superficie  | Compagna       | Avversarie in finale          | Punteggio |
| 1. | 12 giugno 2022 | Open Internacional de Valencia, Valencia | Terra rossa | Aliona Bolsova | Aleksandra Panova Arantxa Rus | 6-0, 6-3  |

#### Sconfitte (1)
| N. | Data           | Torneo                                       | Superficie  | Compagna       | Avversarie in finale            | Punteggio   |
| 1. | 10 giugno 2023 | Open Internacional Femení Solgironès, Bisbal | Terra rossa | Aliona Bolsova | Caroline Dolehide Diana Šnaider | 6(5)-7, 3-6 |

## Statistiche ITF

### Singolare

#### Vittorie (6)
| Torneo $100.000 (0) |
| Torneo $80.000 (0)  |
| Torneo $60.000 (2)  |
| Torneo $40.000 (0)  |
| Torneo $25.000 (2)  |
| Torneo $15.000 (2)  |

| N. | Data             | Torneo                                                          | Superficie      | Avversaria in finale      | Score            |
| 1. | 9 settembre 2018 | Badenweiler Open, Badenweiler                                   | Terra rossa     | Nina Stadler              | 6–2, 7–5         |
| 2. | 10 marzo 2019    | Tournoi International Féminin de l'AAC, Amiens                  | Terra rossa (i) | Oana Georgeta Simion      | 6–0, 6–3         |
| 3. | 23 maggio 2021   | Torneig Internacional Femení Platja D'Aro, Castell-Platja d'Aro | Terra rossa     | Irene Burillo Escorihuela | 6-3, 3-6, 6-2    |
| 4. | 4 luglio 2021    | Generali Open Ciudad Palma del Río, Palma del Río               | Cemento         | Lulu Sun                  | 6-3, 1-6, 7-6(4) |
| 5. | 18 luglio 2021   | Open Araba en Femenino, Vitoria                                 | Cemento         | Ane Mintegi del Olmo      | 7-6(3), 6-4      |
| 6. | 23 ottobre 2022  | Hamburg Ladies & Gents Cup, Amburgo                             | Cemento (i)     | Ysaline Bonaventure       | 6-4, 6-3         |

#### Sconfitte (6)
| Torneo $100.000 (1) |
| Torneo $80.000 (0)  |
| Torneo $60.000 (0)  |
| Torneo $40.000 (0)  |
| Torneo $25.000 (0)  |
| Torneo $15.000 (5)  |

| N. | Data              | Torneo                                          | Superficie      | Avversaria in finale | Score         |
| 1. | 24 settembre 2017 | Open Internacional Femenino Brezo Osuna, Madrid | Cemento         | Nuria Párrizas Díaz  | 4-6, 6-4, 2-6 |
| 2. | 22 ottobre 2017   | ITF Club de Tenis el Collao, Riba-roja de Túria | Terra rossa     | Isabelle Wallace     | 3–6, 3–6      |
| 3. | 27 gennaio 2019   | Movistar Women's, Manacor                       | Terra rossa     | Ioana Loredana Roșca | 2–6, 0–6      |
| 4. | 17 marzo 2019     | Internationaux Femenin de Gonesse, Gonesse      | Terra rossa (i) | Eléonora Molinaro    | 2–6, 6–2, 4–6 |
| 5. | 8 marzo 2020      | Lyttos Beach ITF World Tour, Heraklion          | Terra rossa     | Miriam Kolodziejová  | 4–6, 4–6      |
| 6. | 23 aprile 2023    | Oeiras Ladies Open, Oeiras                      | Terra rossa     | Danka Kovinić        | 2-6, 2-6      |

### Doppio

#### Vittorie (8)
| Torneo $100.000 (1) |
| Torneo $80.000 (1)  |
| Torneo $60.000 (3)  |
| Torneo $40.000 (0)  |
| Torneo $25.000 (0)  |
| Torneo $15.000 (3)  |

| N. | Data              | Torneo                                                      | Superficie  | Compagna               | Avversarie in finale                 | Score            |
| 1. | 9 aprile 2017     | Open GDF SUEZ de Bourgogne, Digione                         | Cemento (i) | Diāna Marcinkēviča     | Victoria Muntean Anastasija Zaryc'ka | 6-4, 6-3         |
| 2. | 26 gennaio 2019   | Movistar Women's, Manacor                                   | Terra rossa | Yvonne Cavallé Reimers | Irina Cantos Siemers Julia Payola    | 6–4, 6–3         |
| 3. | 2 febbraio 2019   | Movistar Women's, Manacor                                   | Terra rossa | Claudia Hoste Ferrer   | Rina Saigo Yukina Saigo              | 7–5, 6–3         |
| 4. | 8 giugno 2019     | Bella Cup, Toruń                                            | Terra rossa | Rebecca Šramková       | Robin Anderson Anhelina Kalinina     | 6–4, 3–6, [10–4] |
| 5. | 28 settembre 2019 | Open Ciudad de Valencia, Valencia                           | Terra rossa | Irina Maria Bara       | Andrea Gámiz Seone Mendez            | 6-4, 7-6(2)      |
| 6. | 17 luglio 2021    | Open Araba en Femenino, Vitoria                             | Cemento     | Olivia Gadecki         | Celia Cerviño Ruiz Olivia Nicholls   | 6-3, 6-3         |
| 7. | 29 ottobre 2022   | Torneig Internacional Els Gorchs, Les Franqueses del Vallès | Cemento     | Aliona Bolsova         | Misaki Doi Beatrice Gumulya          | 7-5, 1-6, [10-3] |
| 8. | 19 novembre 2022  | Open Villa de Madrid, Madrid                                | Terra rossa | Aliona Bolsova         | Lea Bošković Daniela Vismane         | 6-3, 6-3         |

#### Sconfitte (5)
| Torneo $100.000 (0) |
| Torneo $80.000 (0)  |
| Torneo $60.000 (1)  |
| Torneo $40.000 (0)  |
| Torneo $25.000 (1)  |
| Torneo $15.000 (3)  |

| N. | Data             | Torneo                                 | Superficie  | Compagna           | Avversarie in finale                      | Score            |
| 1. | 6 maggio 2017    | Wiesbaden Tennis Open, Wiesbaden       | Terra rossa | Diāna Marcinkēviča | Vivian Heisen Storm Sanders               | 5-7, 7-5, [8-10] |
| 2. | 7 marzo 2020     | Lyttos Beach ITF World Tour, Heraklion | Terra rossa | Ioana Gașpar       | Tamara Čurović Fanny Östlund              | 4–6, 5–7         |
| 3. | 13 marzo 2021    | Movistar World Tennis Tour, Manacor    | Cemento     | Ylena In-Albon     | Ángela Fita Boluda Oksana Selechmet'eva   | 2–6, 7–5, [8–10] |
| 4. | 24 aprile 2021   | Magic Tours, Monastir                  | Cemento     | Daniela Vismane    | Karola Bejenaru Ilona Georgiana Ghioroaie | 2–6, 0–6         |
| 5. | 22 febbraio 2025 | Winter Prague Open, Praga              | Cemento (i) | Priscilla Hon      | Jesika Malečková Miriam Škoch             | 0–6, 2–6         |

## Grand Slam Junior

### Singolare

#### Vittorie (1)
| Tornei del Grande Slam  |
| ----------------------- |
| Australian Open (0)     |
| Open di Francia (1)     |
| Torneo di Wimbledon (0) |
| US Open (0)             |

| N. | Data          | Torneo                  | Superficie  | Avversario in finale | Punteggio |
| 1. | 4 giugno 2016 | Open di Francia, Parigi | Terra rossa | Amanda Anisimova     | 7-5, 7-5  |

#### Sconfitte (1)
| Tornei del Grande Slam  |
| ----------------------- |
| Australian Open (1)     |
| Open di Francia (0)     |
| Torneo di Wimbledon (0) |
| US Open (0)             |

| N. | Data            | Torneo                     | Superficie | Avversario in finale | Punteggio     |
| 1. | 28 gennaio 2017 | Australian Open, Melbourne | Cemento    | Marta Kostjuk        | 5-7, 6-1, 4-6 |

## Vittorie contro giocatrici top 10
| Stagione | 2023 | Totale |
| -------- | ---- | ------ |
| Vittorie | 1    | 1      |

| #    | Giocatrice    | Ranking | Evento            | Superficie | Turno | Punteggio | Rank. RMR |
| ---- | ------------- | ------- | ----------------- | ---------- | ----- | --------- | --------- |
| 2023 |               |         |                   |            |       |           |           |
| 1.   | Maria Sakkarī | 8       | US Open, New York | Cemento    | 1T    | 6-4, 6-4  | 71        |